# Эфиопия на летних Олимпийских играх 2008

## Золото
| Золото |                 |                                         |
| #      | Спортсмен (-ы)  | Вид спорта (дисциплина)                 |
| 1      | Тирунеш Дибаба  | Лёгкая атлетика, женщины. Бег, 10000 м. |
| 2      | Тирунеш Дибаба  | Лёгкая атлетика, женщины. Бег, 5000 м.  |
| 3      | Кенениса Бекеле | Лёгкая атлетика, мужчины. Бег, 10000 м. |
| 4      | Кенениса Бекеле | Лёгкая атлетика, мужчины. Бег, 5000 м.  |

## Серебро
| Серебро |                |                                         |
| #       | Спортсмен (-ы) | Вид спорта (дисциплина)                 |
| 1       | Силеши Сихине  | Легкая атлетика, мужчины. Бег, 10000 м. |

## Бронза
| Бронза |                |                                        |
| #      | Спортсмен (-ы) | Вид спорта (дисциплина)                |
| 1      | Месерет Дефар  | Легкая атлетика, женщины. Бег, 5000 м. |
| 2      | Цегайе Кебеде  | Легкая атлетика, мужчины. Марафон.     |

Спортсмены Эфиопии  выступали в 2 дисциплинах Олимпийских игр в Пекине: бокс и лёгкая атлетика.

## Состав национальной команды Эфиопии

### Бокс
- Наименьший вес: Молла Гетачеу

### Легкая атлетика

#### Мужчины
- 1 500 м: Дерессе Меконнен, Мулугета Уондиму, Маконнен Дебремедхин, Демма Даба
- 3 000 м с/п: Нахом Месфин, Роба Гари, Якоб Ярсо
- 5 000 м: Кенениса Бекеле, Тарику Бекеле, Абрехам Черкос, Али Абдош
- 10 000 м: Кенениса Бекеле, Силеши Сихине, Хайле Гебреселассие, Ибрахим Джейлан
- Марафон: Цегайе Кебеде, Дериба Мерга, Гудиса Шентема,  Гешау Мэлесэ

#### Женщины
- 1 500 м: Гелете Бурка, Мескерем Ассефа
- 3 000 м с/п: Земзем Ахмед, Мэкдэс Бэкэле, Софиа Ассефа
- 5 000 м: Тирунеш Дибаба, Месерет Дефар, Меселеш Мелкаму, Белайнеш Фекаду
- 10 000 м: Меставет Туфа, Тирунеш Дибаба, Эджегайеху Дибаба, Вуде Аялев
- Марафон: Гете Вами, Берхане Адере, Безунеш Бекеле, Дире Туне